# بلير فيني
بلير فيني (بالإنجليزية: Blair Feeney)‏ هو لاعب اتحاد الرغبي نيوزيلندي، ولد في 9 ديسمبر 1975.